# NGC 460
NGC 460 је расејано звездано јато у сазвежђу Тукан које се налази на NGC листи објеката дубоког неба.
Деклинација објекта је - 73° 17' 30" а ректасцензија 1h 14m 38,0s. Привидна величина (магнитуда) објекта NGC 460 износи 12,5. NGC 460 је још познат и под ознакама ESO 29-SC39.